# Antonio Maria Roveggio

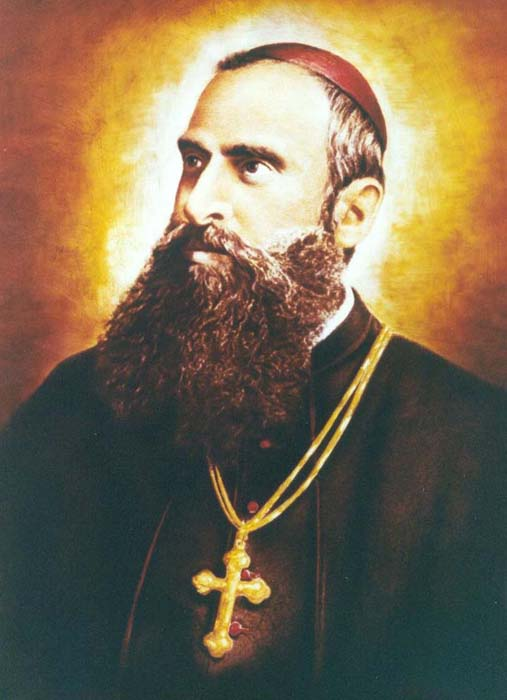
Bisschop Roveggio, apostolisch vicaris voor Centraal-Afrika en Comboniaan

Antonio Maria Roveggio (Cologna Veneta, 23 november 1858 – Berber (Soedan), 2 mei 1902) was een missiebisschop afkomstig van het koninkrijk Italië in Afrika. Hij was apostolisch vicaris voor Centraal-Afrika, het latere aartsbisdom Khartoum, en dit van 1895 tot zijn dood in 1902.
Roveggio was titulair bisschop van Amastri, in het Turks de stad Amasra aan de Zwarte Zee.

## Levensloop
Roveggio groeide op in Cologna Veneta nabij Verona. Na zijn priesterstudie en -wijding in het bisdom Vicenza, trad hij binnen bij de congregatie der Combonianen (1884). De Combonianen, ook genoemd de Zonen van het Heilig Hart van Jezus of Figli del Sacro Cuore di Gesù, hadden hun hoofdzetel in Verona; de naam Combonianen was afgeleid van hun stichter Daniele Comboni. Comboni was kort voor Roveggio’s intrede gestorven en de Combonianen kenden een terugval. Roveggio trok niettemin als missionaris naar Caïro (1887) in de voetsporen van de stichter Comboni die apostolisch vicaris voor Centraal-Afrika geweest was. Roveggio vestigde zich eerst stroomafwaarts de Nijl op het eiland Gezira. Op dit eiland bestond een kolonie voor bevrijde slaven. Bisschop Francesco Sogaro, apostolisch vicaris voor Centraal-Afrika en ook Comboniaan, had er een kolonie gesticht voor jongeren. Roveggio bouwde er scholen voor onderwijs voor jongens en meisjes. Roveggio organiseerde er beroepsscholing zoals kleermaker, smid, schoenmaker of arbeider om irrigaties langs de Nijl te graven. Hij kreeg bezoek van Tewfik Pasha, kedive of onderkoning van Egypte, alsook van keizerin Elisabeth van Oostenrijk. Het waren deze gefortuneerde bezoekers die giften schonken aan de kolonie op de Nijl.
In 1894 trok bisschop Sogaro zich terug uit Afrika. Roveggio, 36 jaar, ontving van paus Leo XIII de benoeming tot apostolisch vicaris van Centraal-Afrika. Alvorens stroomopwaarts naar Khartoem te reizen keerde hij terug naar Verona (1895). In Verona wijdde hulpbisschop Bacilieri hem tot bisschop. De bijhorende bisschopstitel voor Roveggio was deze van titulair bisschop van Amastri. Bisschop Roveggio deed vervolgens een rondreis langs Wenen, Lyon, Parijs en Londen om geld in te zamelen voor zijn missiecongregatie. Gravin Maria Teresa Ledóchowska, zelf een missiezuster, betaalde voor hem een grote zeilboot om de Nijl op te varen. Dit schip gaf zij de naam Redemptor of Verlosser.
Terug in Afrika reisde Roveggio per zeilboot langs missieposten in Egypte en Soedan. Op het schip brak malaria uit. Roveggio verzorgde de bemanning en overleefde. Ondanks dat werd hij getroffen door een volgende malaria-opstoot op een treinreis tussen Khartoem en Cairo. Hij overleed op de trein met hoge koorts, ter hoogte van de stad Berber in Soedan. Vanaf het treinstation werd het lichaam naar het plaatselijke kerkhof gedragen (1902).
De congregatie der Combonianen liet hem nog hetzelfde jaar opgraven. Het stoffelijk overschot van hem en dat van stichter Daniele Comboni werden gevoerd naar Aswan in Egypte en daar begraven. 
In 1957 was het te onrustig in Aswan, in de nasleep van de Suezcrisis. De congregatie liet daarom de stoffelijke resten overbrengen naar hun klooster in Verona voor een herbegrafenis. In de Roomse Kerk wordt Roveggio vereerd als een Dienaar Gods, een eerste stap naar zaligverklaring.